# Ruta 30 (Bolivien)
Die Ruta 30 ist eine Nationalstraße im südamerikanischen Andenstaat Bolivien.

## Streckenführung
Die Straße hat eine Länge von 204 Kilometern und durchquert Teile der Departamento Oruro und des Departamento Potosí von Norden nach Süden. Die Straße beginnt am Poopó-See bei der Stadt Challapata an der Ruta 1 und führt durch die aride "Gran Pampa Salada", die große Salzsteppe, bis nach Uyuni am Salzsee Salar de Uyuni, wo sie auf die Ruta 5 zwischen der chilenischen Grenze und Potosí trifft und als Ruta 21 weiter nach Tupiza führt.
Die Ruta 30 ist inzwischen in ihrer gesamten Länge asphaltiert.

## Geschichte
Die Ruta 30 ist mit Gesetz 2957 vom 28. Januar 2005 zum Bestandteil des bolivianischen Nationalstraßennetzes "Red Vial Fundamental" erklärt worden.

## Streckenabschnitte

### Departamento Oruro
- km 000: Challapata
- km 013: Santiago de Huari
- km 054: Sevaruyo

### Departamento Potosí
- km 102: Río Mulato
- km 159: Chita
- km 182: Colchani
- km 204: Uyuni